# María Tsiartsiani
María Tsiartsiani –en griego, Μαρία Τσιαρτσίανη– (Salónica, 21 de octubre de 1980) es una deportista griega que compitió en voleibol, en la modalidad de playa. Ganó una medalla de plata en el Campeonato Europeo de Vóley Playa de 2012.

## Palmarés internacional
| Campeonato Europeo | Campeonato Europeo     | Campeonato Europeo | Campeonato Europeo |
| Año                | Lugar                  | Medalla            | Pareja             |
| ------------------ | ---------------------- | ------------------ | ------------------ |
| 2012               | La Haya (Países Bajos) | Medalla de plata   | Vasilikí Arvaniti  |